# Odolena Voda
Odolena Voda (deutsch Odolenswasser) ist eine Stadt in Tschechien. Sie liegt 16 Kilometer nördlich von Prag und gehört zum Okres Praha-východ.

## Geographie

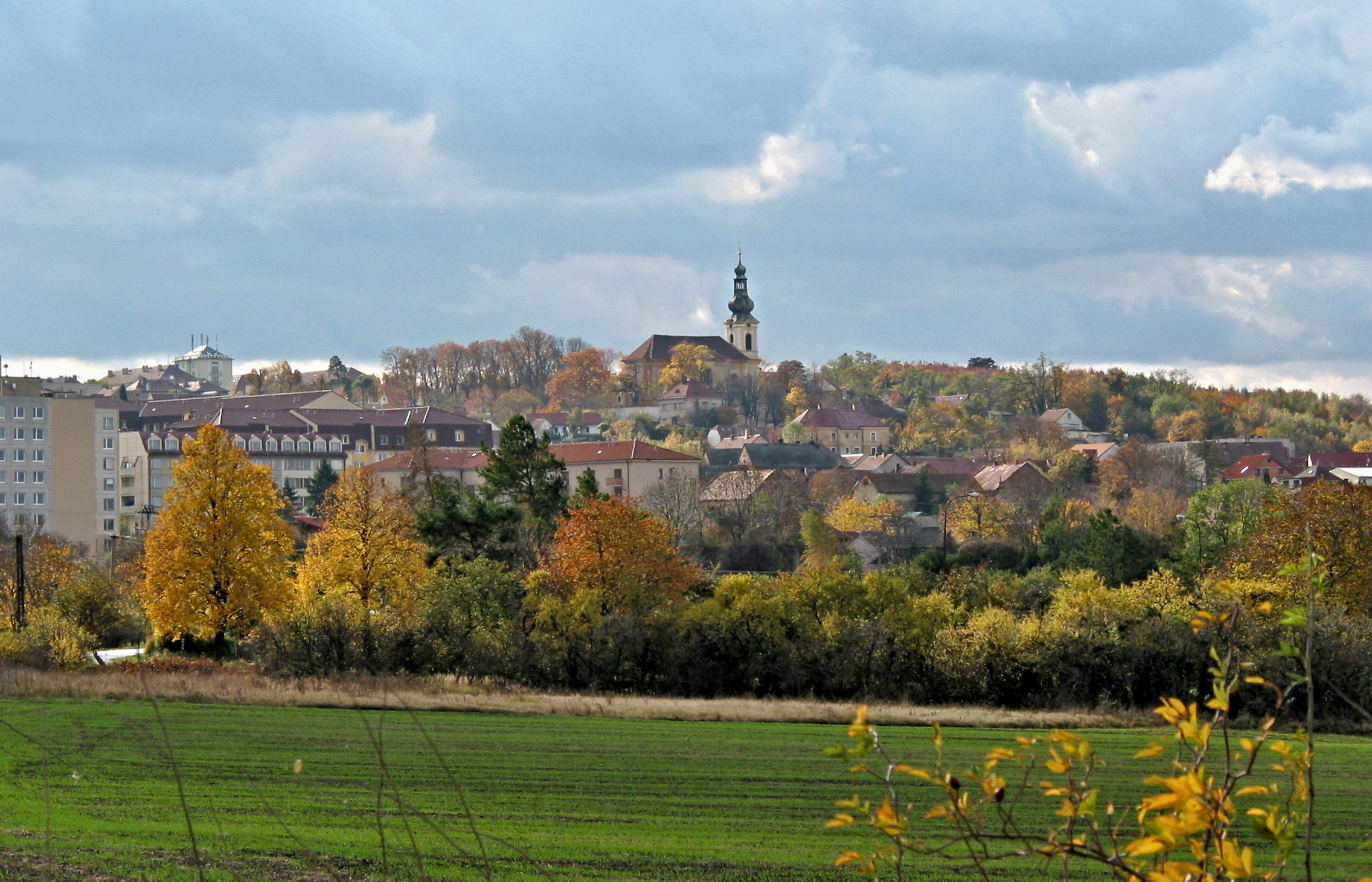
Odolena Voda von Norden aus gesehen

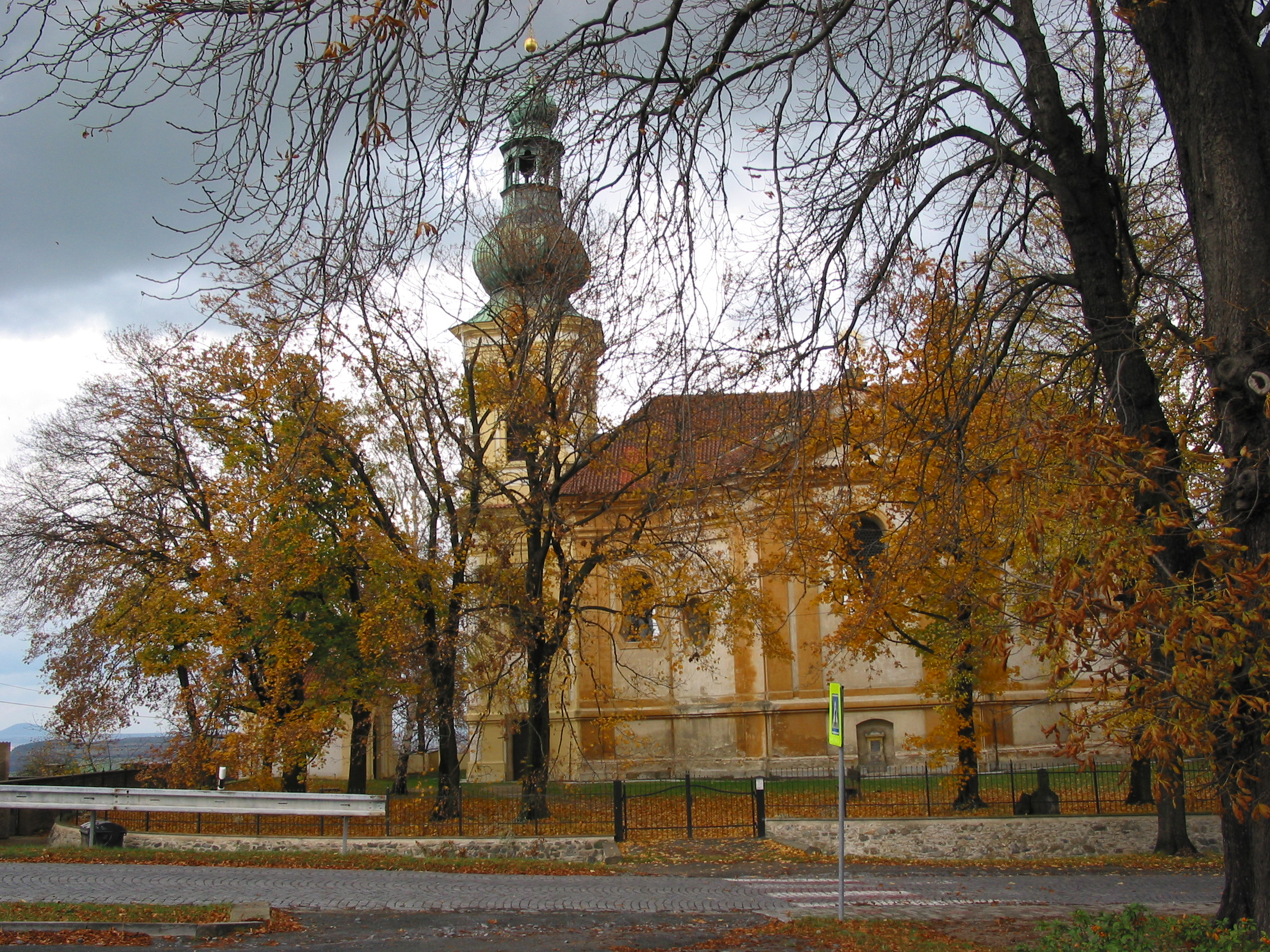
Klemenskirche

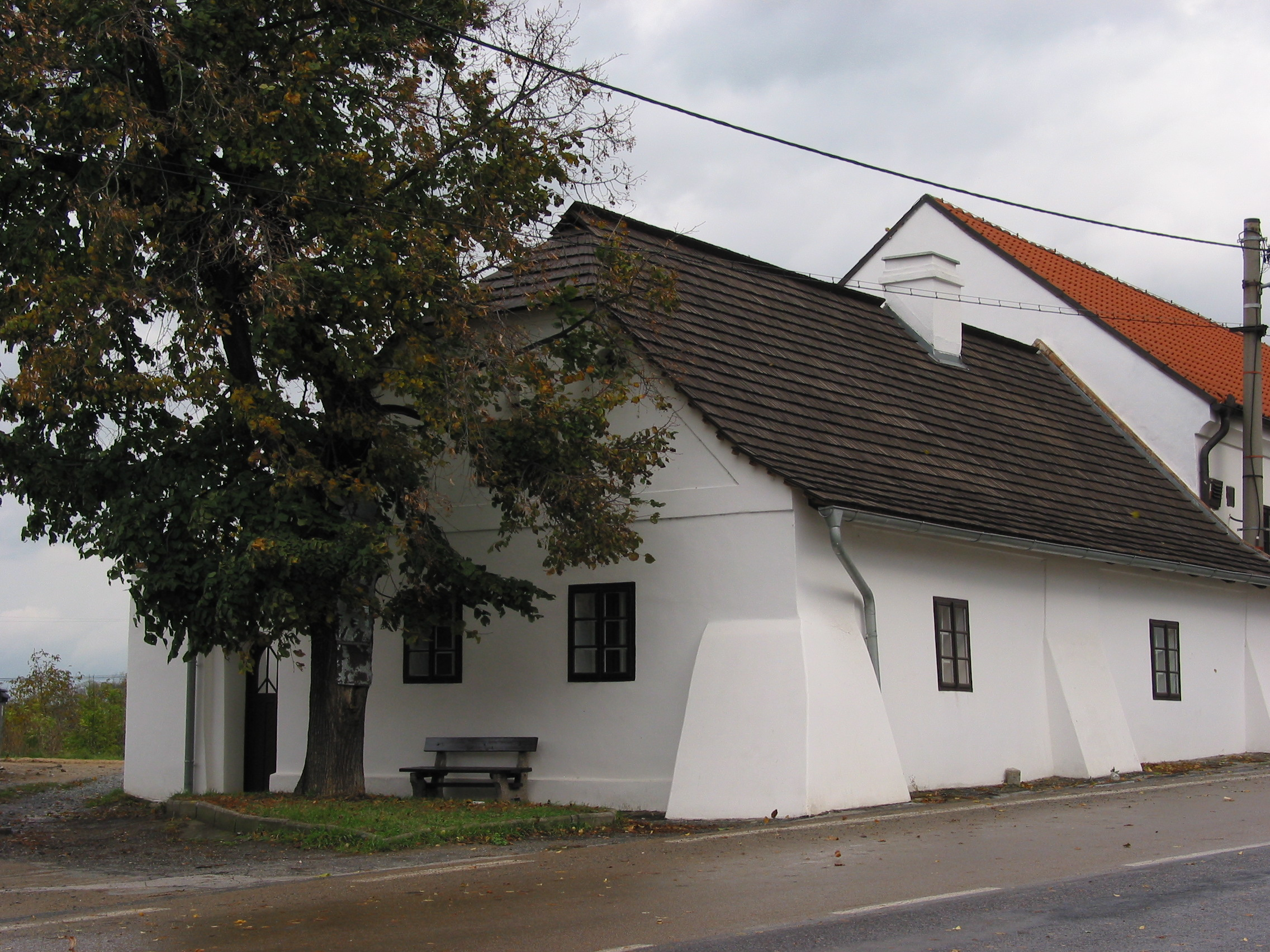
Geburtshaus von Vítězslav Hálek

Die Stadt befindet sich im Quellgebiet des Odolenský potok auf einer Hochfläche rechts des Moldautales. Am südwestlichen Stadtrand führt die Trasse der Autobahn D 8 vorbei, die nächste Ausfahrt liegt bei Úžice. Durch Odolena Voda führt die Staatsstraße 522 von Postřižín nach Chlumín. Südwestlich der Stadt liegt das Areal des Militärflugzeugherstellers Aero Vodochody.
Nachbarorte sind Kopeč und Netřeba im Norden, Korycany im Nordosten, Veliká Ves, Předboj und Čenkov im Osten, Dolínek und Panenské Břežany im Südosten, Klíčany, Hoštice und Vodochody im Süden, Postřižín und Kozomín im Westen, sowie Úžice im Nordwesten.

## Geschichte
Erste schriftliche Nachrichten über den Ort stammen aus dem Jahre 1352.

## Ortsgliederung
Zu Stadt Odolena Voda gehört der Ortsteil Dolínek (Dolinek) und der Weiler Čenkov (Tschenkau).

## Sehenswürdigkeiten
- Kirche des Hl. Klemens, 1733–1735 von Kilian Ignaz Dientzenhofer erbaut. Die Fresken schuf der Jesuit Johannes Kuben.
- Mariensäule auf dem Markt
- Schloss Odolena Voda, ursprünglich eine Renaissancefeste
- Jüdischer Friedhof, westlich der Stadt hinter der Autobahn

## Söhne und Töchter der Stadt
- Vítězslav Hálek (1835–1874), tschechischer Dichter, geboren in Dolínek